# Playa de la Concha (Oropesa)
La playa de la Concha es una playa de arena del municipio de Oropesa del Mar en la provincia de Castellón (España).
Esta playa limita al norte con la Punta De la Cueva y al sur con las calas Orpesa la vella y Retó y tiene una longitud de 975 m, con una amplitud de 60 m.
Se sitúa en un entorno urbano, disponiendo de acceso por calle. Cuenta con paseo marítimo y aparcamiento delimitado. Cuenta con acceso para discapacitados. Es una playa balizada, con zona balizada para salida de embarcaciones.
En época estival, las zonas de aparcamiento son de pago. 
- Esta playa cuenta con el distintivo de Bandera Azul desde 1994